# 6907 Harryford
6907 Harryford (provisional designation: 1990 WE) là một tiểu hành tinh vành đai chính. Nó được phát hiện bởi Robert H. McNaught ở Siding Spring Observatory ở Canberra, Australia, ngày 19 tháng 11 năm 1990. It is named Harry Ford, a Scottish astronomy enthusiast, curator thuộc Mills Observatory, and one who inspired McNaught.